# Volodymyr Zyuskov
Volodymyr Zyuskov (né le 29 août 1981) est un athlète ukrainien, spécialiste du saut en longueur.
Son meilleur saut est de 8,31 m obtenu en juillet 2005 à Kiev. Il remporte le titre des Universiades de 2005.